# Wyżyny Islandii

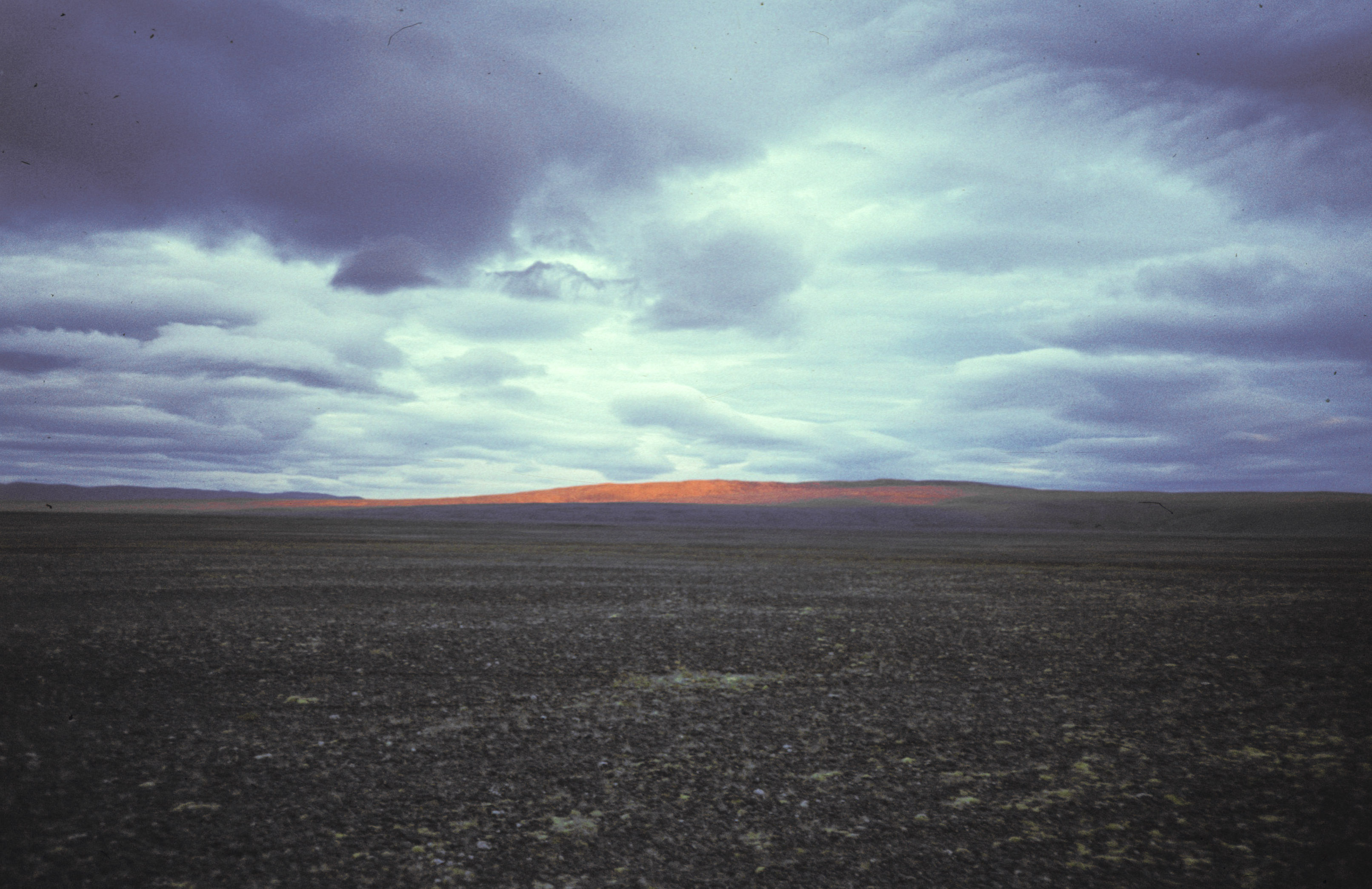
Krajobraz Hálendið

Hálendið zaznaczono kolorem brązowym

Hálendið (isl. wyżyny) – teren na Islandii w centralnej części wyspy obejmujący ziemie położone około 400–500 m n.p.m. Tereny te zajmują około 75% wnętrza wyspy i są w większości pustynią powulkaniczną. Wyżyny zajmują około 40 tysięcy km², co stanowi około 40% całej wyspy.

## Warunki naturalne

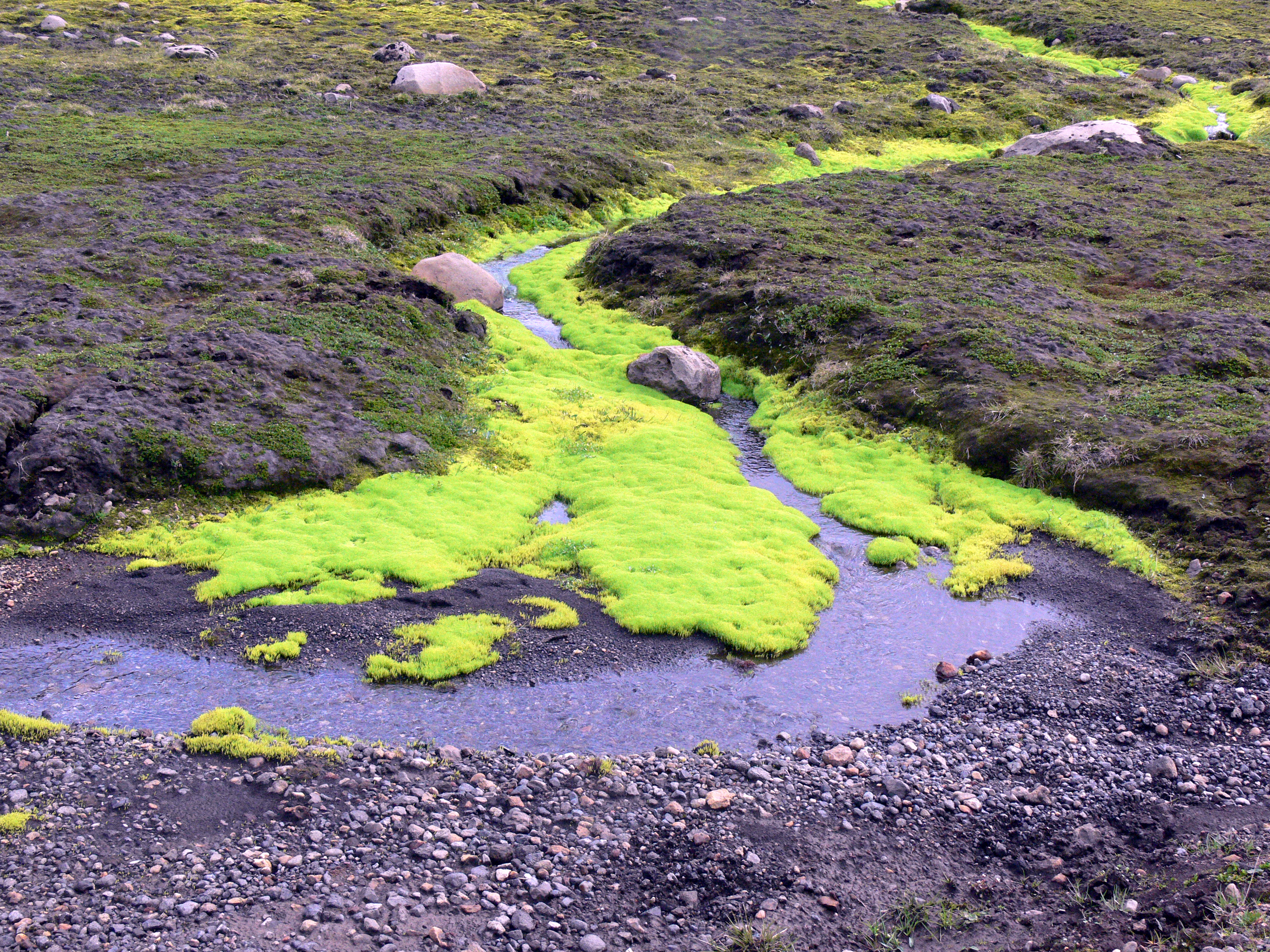
Skąpa roślinność wyżyn

Tereny Hálendið są wystawione na działanie bardzo silnych czynników atmosferycznych, takich jak susza i silne wiatry. Większość terenu jest pustynią kamienną składającą się z powulkanicznych resztek. Występują tu także jeziora polodowcowe oraz lodowce. Na większości terenu nie występuje żadna roślinność ze względu na brak wody i surowy klimat. Jedynie w nielicznych miejscach znajdują się bagienne tereny porośnięte trawą. Czasem występują tu nieliczne rośliny zielne, takie jak np. lepnica bezłodygowa lub chamaenerion latifolium.

## Elementy Hálendið
W Hálendið wydzielane są pewne charakterystyczne formy rzeźby terenu, które mają swoje islandzkie nazwy.

### Háls
Pojęciem Háls określane są grzbiety, które przypominają grzbiety górskie, lecz leżą na terenie wyżyn. 

### Heiði
Heiði są to płaskowyże niezamieszkane przez człowieka, czasem wykorzystywane jako pastwiska, jeśli znajdują się w pobliżu zamieszkanych terenów. Terminem heiði określane są także przejazdy drogowe przez przełęcze prowadzące poprzez Hálendið.

### Miðhálendið
Miðhálendið są to centralnie położone góry o wysokości bezwzględnej przekraczającej 500 m. Charakteryzują się one odmiennym krajobrazem niż wyżyny. 

### Jökull
Terminem jökull określa się znajdujące się na Islandii lodowce. Większość z nich znajduje się na terenie wyżyn. Największe z nich to Vatnajökull, Langjökull, Hofsjökull oraz Mýrdalsjökull. Łącznie zajmują one 10 500 km².

## Drogi

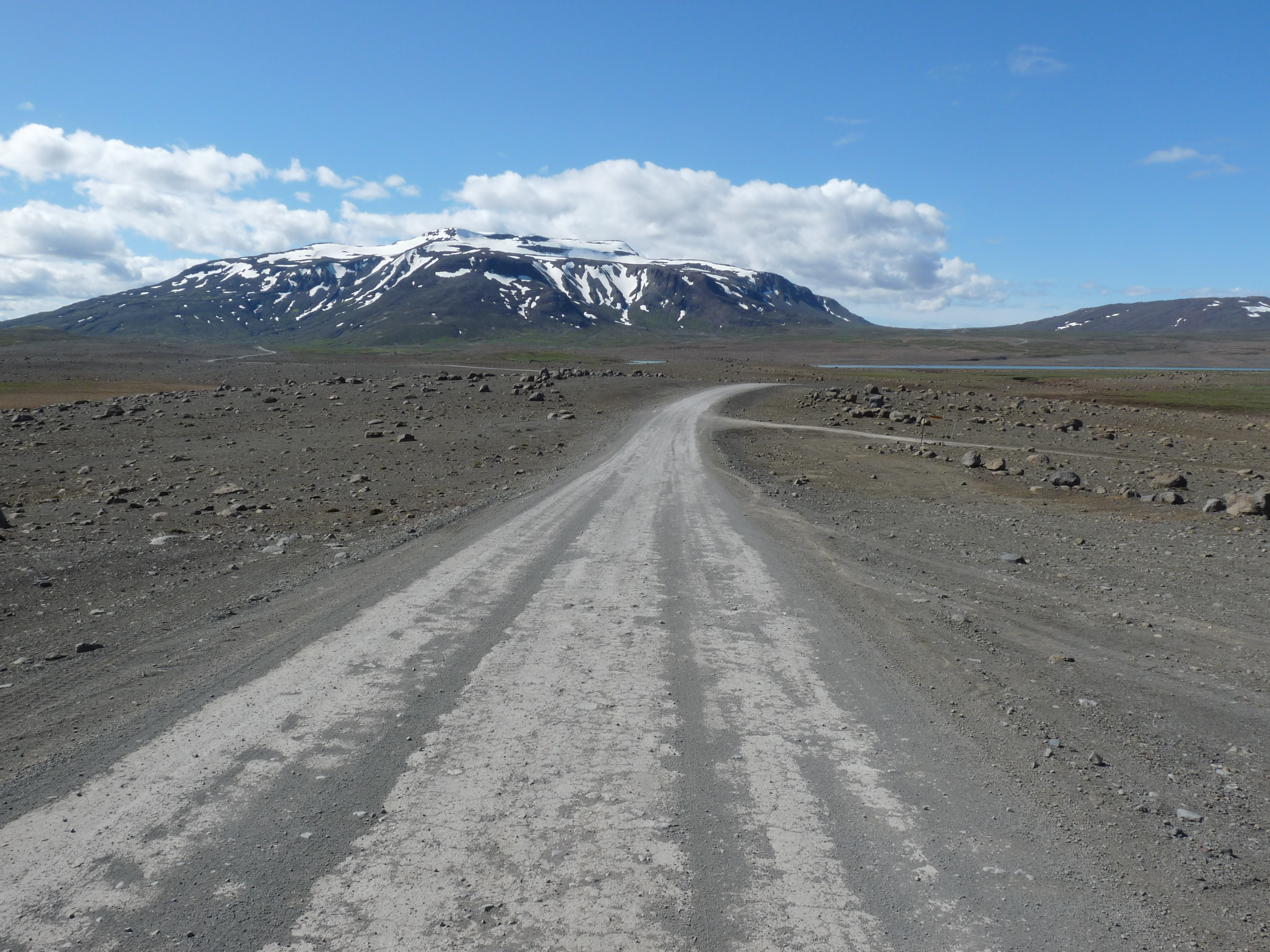
Widok na szczyt Bláfell z drogi przez wyżyny

Przejazd przez islandzkie wyżyny odbywa się jedynie przez wytyczone górskie szlaki. Jest on regulowany przez przepisy, tj. może odbywać się jedynie w czasie lata (od czerwca do sierpnia), a na większości tras istnieje zakaz wjazdu dla samochodów bez napędu na cztery koła. Drogi te (o kategorii F) nie są utwardzone ani oznakowane. Nie występują na nich także mosty, a przeprawa przez rzeki odbywa się brodem rzeki. W przypadku złych warunków atmosferycznych przejazd przez wyżyny jest zabroniony, a informacja na ten temat publikowana jest na stronie internetowej przedsiębiorstwa zajmującego się administracją dróg. 

## Ochrona środowiska

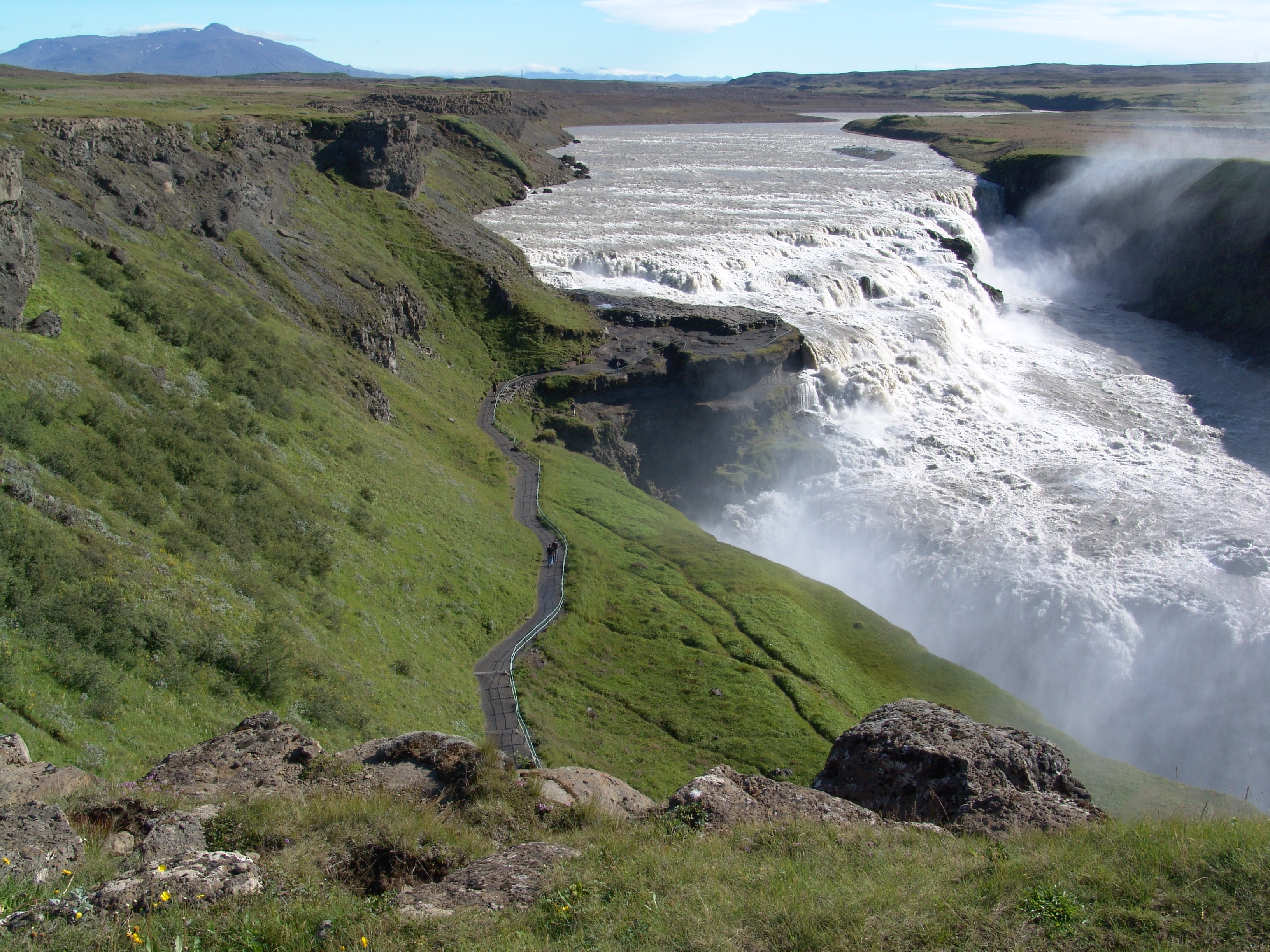
Wodospad Gullfoss

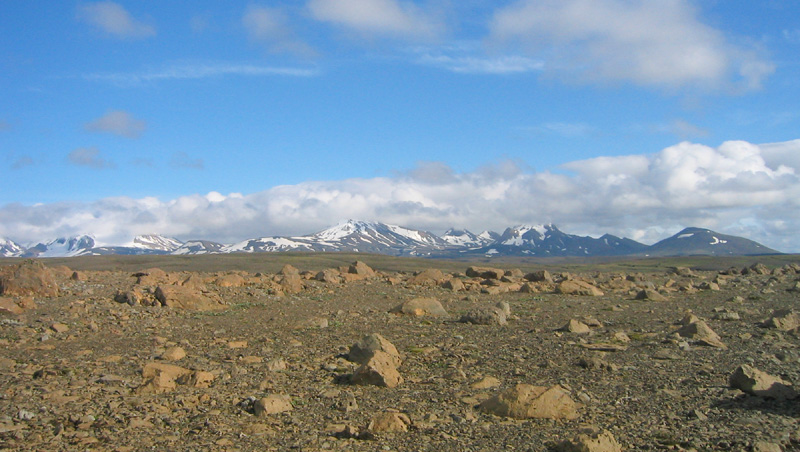
Krajobraz Hálendið

Islandzkie wyżyny ze swoją powierzchnią 40 tysięcy km² są największym w Europie terenem nieobjętym działalnością człowieka i jednym z ostatnich takich terenów na kontynencie. Przebiegają przez niego liczne rzeki, znajdują się tu wodospady, a także ponad 20 aktywnych wulkanów. Na terenie wyżyn funkcjonują parki narodowe Vatnajökull (w którego skład wchodzą dawne parki narodowe Jökulsárgljúfur i Skaftafell) oraz częściowo Þingvellir.